# جیرجیرک‌های سرقیفی
جیرجیرک‌های سرقیفی (نام علمی: Conocephalinae) نام یک زیرخانواده از تیره جیرجیرک‌های بیشه است.